# 尼崎市立城内高等学校
尼崎市立城内高等学校（あまがさきしりつ じょうないこうとうがっこう）とは、兵庫県尼崎市北城内に所在した定時制市立の高等学校。

## 設置学科
- 定時制課程
  - 普通科
  - 商業科

## 商業科の沿革
- 1934年3月（昭和9年）商業学校規定により、実業学校を設置の件認可される。
- 1934年4月（昭和9年）尼崎市立商業学校（夜間課程）が創設され、公立青年学校、尼崎市実習学校内仮校舎で16日より授業を開始。
- 1936年7月（昭和11年）尼崎市南城内旧市庁舎に移転。
- 1941年3月（昭和16年）尼崎市立商業学校（全日制）創設を共に同校と合併し、同校の第二本科となる。
- 1944年3月（昭和19年）商業学生生徒募集停止される。
- 1945年10月（昭和20年）開明国民学校内仮校舎へ移転。
- 1946年3月（昭和21年）生徒募集の件認可される。
- 1946年4月（昭和21年）金楽寺小学校内仮校舎へ移転。
- 1948年7月（昭和23年）新学制に基づき尼崎市立琴城商業高等学校と校名変更。

## 普通科の沿革
- 1943年4月（昭和18年）尼崎市立高等女学校内に尼崎市立第二高等女学校（夜間課程）が創立される。
- 1948年4月（昭和23年）新学制に基づき尼崎市立城内高等学校と校名変更。

## 尼崎市立城内高等学校(新制)の沿革
- 1949年4月（昭和24年）尼崎市立城内高等学校（普通科女子高）と尼崎市立琴城商業高等学校（商業科男子校）とが合併し、定時制、総合制、男女共学制の学校となる。
- 1952年6月（昭和27年）産業教育振興法に基づく国庫補助対象校に指定される。
- 1958年1月（昭和33年）県下定時制高等学校として初めての全生徒対象の完全給食を実施。
- 1967年9月（昭和41年）新校舎に移転（旧城内中学校）
- 1993年9月（平成5年）旧商業学校より通算して60周年を迎え、記念行事の一つとして、校訓「自律・協力・創生」を制定する。
- 1995年4月（平成7年）文部省教育研究開発学校に指定される。
- 1996年5月（平成8年）尼崎市より学校指定研究事業の委託を受ける。
- 1998年3月（平成10年）文部省教育研究開発学校並びに尼崎市学校指定研究事業を終了。
- 2016年3月31日  (平成28年)  閉校[1]

## 特色
- 兵庫県下の定時制高等学校で初めて、全生徒対象の完全給食を始めた。
- 尼崎市の煎餅店「輝正堂」のオリジナル煎餅が卒業記念品として贈られていた。